# Магдалена Гвіздонь
Магдалена Гвіздонь (пол. Magdalena Gwizdoń, 4 серпня 1979, Цешин, Польща) — польська біатлоністка, учасниця олімпійських ігор 2006 та 2010 років.

## Виступи на Олімпійських іграх
| Рік  | Місце проведення | ІН | СП | ПЕ | МС | ЕС |
| ---- | ---------------- | -- | -- | -- | -- | -- |
| 2006 | Турин            | 33 | 20 | 21 | 29 | 7  |
| 2010 | Ванкувер         | 59 | 35 | 31 | —  | 12 |

## Виступи на Чемпіонатах світу
| Рік  | Місце проведення           | ІН | СП | ПЕ | МС | ЕС |
| ---- | -------------------------- | -- | -- | -- | -- | -- |
| 1999 | Контіолахті/Осло           | 48 | 30 | 35 | —  | 7  |
| 2000 | Осло                       | 13 | 64 | —  | —  | 12 |
| 2001 | Поклюка                    | 25 | 29 | 40 | 29 | 15 |
| 2003 | Ханти-Мансійськ            | 18 | 57 | 45 | —  | —  |
| 2004 | Обергоф                    | 15 | 15 | 22 | 21 | 8  |
| 2005 | Гохфільцен/Ханти-Мансійськ | 55 | 16 | 51 | 23 | 12 |
| 2006 | Поклюка                    | —  | —  | —  | —  | 8  |
| 2007 | Антерсельва                | 32 | 14 | 17 | 16 | 10 |
| 2008 | Естерсунд                  | 15 | 7  | 12 | 11 | 7  |
| 2009 | Пхьончхан                  | 40 | 76 | —  | —  | 6  |
| 2011 | Ханти-Мансійськ            | 74 | 32 | 32 | —  | 9  |
| 2012 | Рупольдінг                 | 24 | 17 | 15 | 29 | 9  |
| 2011 | Нове Место-на-Мораві       | 18 | 12 | 12 | 27 | 9  |

## Загальний залік Кубку світу
- 1998—1999 — 50-е місце
- 1999—2000 — 49-е місце
- 2000—2001 — 46-е місце
- 2001—2002 — 75-е місце
- 2002—2003 — 35-е місце
- 2003—2004 — 23-е місце
- 2004—2005 — 26-е місце
- 2005—2006 — 35-е місце
- 2006—2007 — 16-е місце
- 2007—2008 — 17-е місце
- 2008—2009 — 27-е місце
- 2009—2010 — 51-е місце
- 2010—2011 — 63-е місце
- 2011—2012 — 41-е місце
- 2012—2013 — 15-е місце